# Condado de Konin
Nota linguística: Não confundir hrabstwo (condado) com powiat (divisão administrativa)..
Konin (polaco: powiat koniński) é um powiat (condado) da Polónia, na voivodia de Grande Polónia. A sede é a cidade de Konin. Estende-se por uma área de 1578,71 km², com 123 184 habitantes, segundo os censos de 2005, com uma densidade 78,03 hab/km².

## Divisões admistrativas
O condado possui:
Comunas urbana-rurais: Golina, Kleczew, Rychwał, Sompolno, Ślesin
Comunas rurais: Grodziec, Kazimierz Biskupi, Kramsk, Krzymów, Rzgów, Skulsk, Stare Miasto, Wierzbinek, Wilczyn
Cidades: Golina, Kleczew, Rychwał, Sompolno, Ślesin

## Demografia
População (dados de 30 de Junho de 2005):
|          | Total   | Total | Mulheres | Mulheres | Homens  | Homens |
| -------- | ------- | ----- | -------- | -------- | ------- | ------ |
|          | pessoas | %     | pessoas  | %        | pessoas | %      |
| Total    | 123 184 | 100   | 62 214   | 50,5     | 60 970  | 49,5   |
| Cidades  | 17 689  | 100   | 9136     | 51,6     | 8553    | 48,4   |
| Povoados | 105 495 | 100   | 53 078   | 50,3     | 52 417  | 49,7   |